# Tia (công chúa)
Tia hay Tiya là một công chúa Ai Cập cổ đại trong triều đại thứ 19.

## gia đình
Tia là con gái của Pharaoh Seti I và Nữ hoàng Tuya và có chị gái là Ramesses II. Bà chỉ được chứng thực trên các tượng đài có niên đại của Ramesses.
Tia đã kết hôn với một quan chức cũng được gọi là Tia. Cặp vợ chồng có hai cô con gái, Mutmetjennefer và một người khác, tên không tồn tại. Họ đã được miêu tả trong ngôi mộ của cha mẹ họ ở Saqqara.

## Đời sống
Bà được sinh ra dưới triều đại Horemheb trong một gia đình không phải hoàng gia, trước khi ông nội Paramessu (sau này là Ramesses I) lên ngôi. Bà thể cô được đặt theo tên người bà của mình, người được biết đến với cái tên Sitre, nhưng có thể giống hệt với một người phụ nữ tên Tia, người được đặt tên là mẹ của Seti. Anh chị em duy nhất của bà là Pharaoh Ramesses; một công chúa trẻ hơn tên là Henutmire có thể là em gái hoặc cháu gái của cô.
Vì bà không được sinh ra như một công chúa, bà là một trong số ít các công chúa trong lịch sử Ai Cập, người đã kết hôn với người ngoài hoàng gia. Chồng bà, một người ghi chép của hoàng gia, cũng được gọi là Tia và là con trai của một quan chức cấp cao tên là Amonwahsu. Tia, con trai của Amonwahsu là gia sư của Ramesses, và nắm giữ các chức vụ quan trọng sau đó dưới triều đại của mình, ông đảm nhận vai trò Giám sát kho báu, và Giám sát Gia súc của Amun. Công chúa Tia, tương tự như các quý bà quý tộc khác, nắm giữ các danh hiệu cho thấy bà cũng tham gia các nghi lễ tôn giáo ("Ca sĩ của Hathor", "Ca sĩ của Re of Heliopolis", "Ca sĩ của Amun-great-in-vinh quang").
Tia và Tia được mô tả trên một khối đá, cùng với Nữ hoàng Tuya (hiện đang ở Toronto). Một khối đá khác, hiện ở Chicago, cho thấy Tia (người chồng) cùng với cha mình là Amonwahsu, Pharaoh Sethi I và Ramesses II là hoàng tử.

## Cái chết và chôn cất
Cặp đôi Tia và Tia được chôn cất tại Saqqara. Ngôi mộ được xây dựng gần với ngôi mộ của Horemheb và đã được Geoffrey T. Martin khai quật.